# Skejby Sogn
Skejby Sogn var et sogn i Århus Nordre Provsti (Århus Stift).
I 1800-tallet var Skejby Sogn og Lisbjerg Sogn annekser til Hasle Sogn. Lisbjerg Sogn hørte til Vester Lisbjerg Herred, de andre to til Hasle Herred, begge i Århus Amt. Hasle-Skejby-Lisbjerg sognekommune, der i starten af 1960'erne skiftede navn til Hasle sognekommune, blev ved kommunalreformen i 1970 indlemmet i Aarhus Kommune.
I Skejby Sogn ligger Skejby Kirke.
1. januar 2024 blev sognet sammenlagt med Lisbjerg Sogn til Skejby-Lisbjerg Sogn
I sognet findes følgende autoriserede stednavne:
- Skejby (bebyggelse, ejerlav)